# Nāḩiyat Wādī al ‘Uyūn
Nāḩiyat Wādī al ‘Uyūn (arabiska: ناحية وادي العيون) är ett subdistrikt i Syrien.   Det ligger i provinsen Hamah, i den västra delen av landet, 160 km norr om huvudstaden Damaskus.
Trakten runt Nāḩiyat Wādī al ‘Uyūn består till största delen av jordbruksmark. Runt Nāḩiyat Wādī al ‘Uyūn är det tätbefolkat, med 459 invånare per kvadratkilometer.